# Tefnut
Tefnut (Tefenet, Tefnet) je egipatska božica vode, vlage i kiše, s glavom lavice, dio Eneade. Kći je Ra, Amona-Ra ili Atuma. Njezin muž i brat je Šu. Djeca su joj Geb i Nut. 

## Opis i mitovi
Tefnut je Šuova blizanka. Kao djeca su se izgubili u vodama Nuna, prvog oceana. Njihov otac, bog Sunca, poslao je svoje oko u obliku božanstva da ih vrati. Oko ih je pronašlo i vratilo bogu Sunca, koji je isplakao suze iz kojih su nastali ljudi. Prema drugom mitu, bog lončar Hnum je oblikovao ljude od gline, na svom lončarskom kolu. Šu i Tefnut su mirno vladali svemirom sve dok ih nije napao Apop. Nakon što je rodila Geba i Nut, Geb ju je silovao kako bi preuzeo prijestolje. Postoji mit koji govori da je Tefnut htjela pobjeći iz Egipta u Nubiju, a na svom putu je ubijala ljude. Nedostajala je Rau, pa je on poslao Šua i Tota da ju vrate. Tot ju je uvjerio da se vrati.
Tefnut je znana i kao "Raovo oko", "Dama plamena" i "Ptahov jezik". Njezino ime znači "ona od vlage" ("vlažna"). Prikazuje se kao žena s glavom lavice, iako je ponekad cijela žena. Na glavi joj je Sunčev disk. Tefnut je slična svojoj sestri Sekhmet, koja je također lavica, ali se Tefnut uvijek prikazuje na prijestolju. U nekim mitovima Tefnutin muž je nepoznati bog Tefen.
Tefnut nije imala hram, ali je štovana u Denderi, gdje je bila "Tefnutina kuća". Iako nije bila popularna poput svoje kćeri Nut i svojih unuka Izide i Neftide, smatralo se da bi se zemlja bez nje osušila.

## Vanjske poveznice
|  | Zajednički poslužitelj ima još gradiva o temi Tefnut |